# 聖克魯斯 (阿拉瓜州)
10°10′55″N 67°30′9″W / 10.18194°N 67.50250°W
聖克魯斯（西班牙語：Santa Cruz de Aragua），是委內瑞拉的城鎮，位於該國西南部阿拉瓜州，是何塞安赫爾拉馬斯市的首府，該城鎮處於馬拉凱西南面，2011年人口32,607。